# Paraleptophlebia kirchneri
Paraleptophlebia kirchneri is een haft uit de familie Leptophlebiidae. De wetenschappelijke naam van de soort is voor het eerst geldig gepubliceerd in 1994 door Kondratieff & Durfee.
De soort komt voor in het Nearctisch gebied.